# 西北隅街道
西北隅街道，是中华人民共和国河南省洛陽市老城区下辖的一个乡镇级行政单位。

## 行政区划
西北隅街道下辖以下地区：
北大街社区、同化街社区和义勇街社区。